# Rozdroże przy Jamskim Stawie

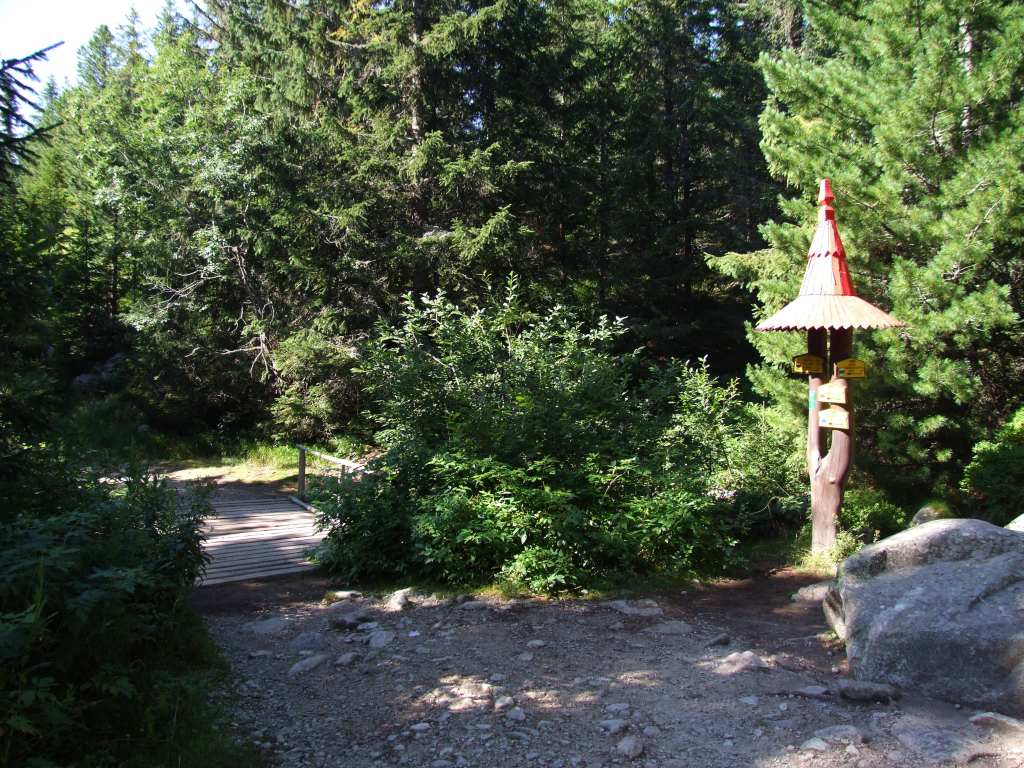
Rozdroże przy Jamskim Stawie

Rozdroże przy Jamskim Stawie (słow. Rázcestie pri Jamskom plese) – rozdroże szlaków turystycznych przy Jamskim Stawie. Znajduje się w lesie, na wielkim morenowym obszarze zwanym Jamami. Przebiega tutaj Magistrala Tatrzańska, od której odgałęzia się szlak na Krywań. Do Jamskiego Stawu przez mostek na dopływie Wielkiego Złomiskowego Potoku jest stąd 10 min.

## Szlaki turystyczne
– znakowany czerwono fragment Magistrali Tatrzańskiej od Trzech Źródeł obok Jamskiego Stawu do Szczyrbskiego Jeziora
- Czas przejścia od Trzech Źródeł do Rozdroża przy Jamskim Stawie: 1:45 h, ↓ 1:30 h
- Czas przejścia od Rozdroża przy Jamskim Stawie przez Rozdroże w Furkotnej Dolinie do Szczyrbskiego Jeziora: 1:25 h, ↑ 1:35 h

  – niebieski szlak od Rozdroża przy Jamskim Stawie przez Pawłowy Grzbiet i Rozdroże pod Krywaniem na Krywań. Czas przejścia 3:45 h, ↓ 2:50 h